# HD 171819
HD 171819 (eller HR 6986) är en ensam stjärna i den norra delen av stjärnbilden Kikaren. Den har en skenbar magnitud av ca 5,84 och är svagt synlig för blotta ögat där ljusföroreningar ej förekommer. Baserat på parallax enligt Gaia Data Release 2 på ca 10,4 mas, beräknas den befinna sig på ett avstånd på ca 313 ljusår (ca 96 parsek) från solen. Den rör sig närmare solen med en heliocentrisk radialhastighet på ca -9 km/s.

## Egenskaper
HD 171819 är en vit till blå underjättestjärna av spektralklass A7 IV/V. med inslag av luminositet hos en stjärna i huvudserien. W. Buscombe gav den emellertid spektralklass A3 V som en ordinarie huvudseriestjärna. Den har en massa som är ca 1,8 solmassor, en radie som är ca 3,9 solradier och har ca 46 gånger solens utstrålning av energi från dess fotosfär vid en effektiv temperatur av ca 7 500 K.